# Kazimierz Szczerba

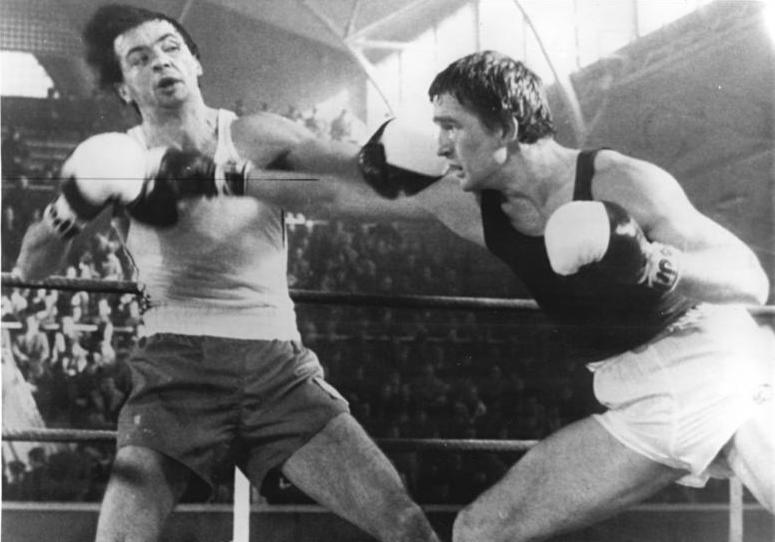
Kazimierz Szczerba (po lewej) podczas walki z Karlem-Heinzem Krügerem (1981)

Kazimierz Wiesław Szczerba (ur. 5 marca 1954 w Ciężkowicach) – polski bokser, dwukrotny medalista olimpijski, samorządowiec.

## Życiorys
Z wykształcenia elektromonter, ukończył technikum wieczorowe. Trenował boks, walczył w barwach Hutnika Kraków (1970–1975) i Legii Warszawa (1975–1988).
Podczas Letnich Igrzysk Olimpijskich w Montrealu w 1976 zdobył brązowy medal w wadze lekkopółśredniej. Sukces ten powtórzył na Letnich Igrzyskach Olimpijskich w Moskwie w 1980 w wadze półśredniej, stając się tym samym jednym z dziesięciu polskich bokserów mających co najmniej dwa medale olimpijskie.
Startował trzykrotnie w mistrzostwach Europy w wadze lekkopółśredniej (w Katowicach w 1975, Kolonii w 1979 i Tampere w 1981), nie odnosząc sukcesów. Zdobył natomiast brązowy medal w tej samej wadze podczas III Mistrzostw Europy Juniorów w Kijowie w 1974.
Czterokrotnie zdobywał mistrzostwo Polski: w 1976 i 1979 w wadze lekkopółśredniej, a w 1984 i 1985 w wadze półśredniej. Wicemistrzem był w 1975, 1977 i 1980 w wadze lekkopółśredniej oraz w 1987 w wadze półśredniej. Zwyciężył w Turnieju im. Feliksa Stamma w 1977 w wadze półśredniej. Jego głównymi rywalami w kraju byli Bogdan Gajda i Zygmunt Pacuszka, a pod koniec kariery Jan Dydak.
Po zakończeniu w 1988 zajął się działalnością trenerską, m.in. jako trener sekcji bokserskiej w Legii Warszawa.
W wyborach w 2018 z listy Koalicji Obywatelskiej uzyskał mandat radnego Bemowa.

## Życie prywatne
Jest ojcem polityka Michała Szczerby.

## Odznaczenia
- Złota Odznaka „Za Zasługi dla Sportu” – 2024[3]